# Герб Вільнюса
Герб Ві́льнюса (лит. Vilniaus herbas) — один з офіційних символів міста Вільнюс, столиці Литовської Республіки. Існує у двох варіантах — великий та малий.

## Історія
Герб був введений в 1330 році, через сім років після заснування міста.
За даними литовського історика ХІХ ст. Теодора Нарбута, до XIV століття на гербі зображували казкового героя Алкіда (Альціса), який переносить через річку свою дружину Янтеріте. Судячи з усього, це було гіпотетичне (романтизоване) прочитання зображення на печатках міста XV — XVI ст. — постаті Святого Христофора (патрона міста), що несе на плечі Немовлятко Ісуса з державою в руці.
Після входження до складу Російської імперії було вирішено замінити на погоню, що мало більше пов'язати Вільно з Росією (а також відповідало тогочасному геральдичному правилу, за яким губернія й губернське місто зазвичай мали тотожну символіку). Офіційне затвердження цього герба відбулося згідно з указом імператора Миколи І від 1845 року (водночас із гербами повітових міст губернії — Вілейки, Дісни, Ліди, Ошмян, Свенцян і Трок);
|  | Щит представляє в червоному полі вершника в латах, що скаче на білому коні в праву сторону; в правій руці вершника піднята до верху шабля, а ліва тримає срібний щит, на якому зображений золотий восьмиконечний хрест. |

Герб губернського міста Вільни — озброєний вершник з піднятим у руці мечем. Ця емблема в геральдиці має назву «погоня». Її появу, спочатку як князівської емблеми, а потім і як герба всієї Литви, пов'язують з ім'ям великого князя литовського Вітеня. Про це в доповненнях до Іпатіївського літопису (під 1278 роком) сказано:
| «Витень нача княжити над Литвою измысли себе герб и всему князству Литовскому печать: рыцерь збройный на коне з мечем, еже ныне наричут погоня». |
Пізніше ця емблема стала гербом Віленського воєводства, а з 1845 р. — і самого міста.
Герби з зображенням погоні були дуже поширені в середньовічній Європі і на Русі.
Тут можна відзначити, що в польсько-литовській геральдиці терміном "погоня" називались і ніби фрагменти цього сюжету, коли на гербі зображувалася тільки фігура лицаря по пояс, з піднятим у руці мечем, або навіть тільки одна його рука з піднятим мечем.
Зображення погоні як герба Великого князівства Литовського є в Титулярнику 1672 року. Зауважимо, що форма і колір хреста на щиті лицаря були іншими: хрест був червоний шестикінечний на золотому щиті, а не золотий восьмикутний на срібному щиті, як на гербі Вільни 1845 року.

## Малий герб
Одночасно з гербом у вигляді погоні у Вільно був у вжитку й давній герб, який зафіксований на магістратській печатці міста. На ньому (за даними литовського історика ХІХ ст. Теодора Нарбута) зображений міфологічний сюжет: легендарний литовський велетень Альціс, або Алькид, в момент, коли він після свого чергового подвигу — перемоги над драконом — переходить вбрід море, несучи на плечі княжу дочку, яку він отримав за дружину в обмін на скарби, забрані у дракона.
Припускають, що легенда про подвиги Алкіда виникла під впливом давньогрецького міфу про подвиги Геракла. Можливо, підтвердженням цього може бути й ім'я героя — Алькид, адже первинне ім'я Геракла було Алкід — міцний. В перекладі на латину Алкід пишеться як Alcides (що в литовській мові поступово перетворилось на Alcis).
За даними (очевидно, помилковими) того ж Теодора Нарбута, герб на магістратській печатці Вільни у вигляді велетня Алкіда був отриманий містом, імовірно, в 1387 році при запровадженні в ньому самоврядування на основі Магдебурзького права. Насправді ж найдавніше відоме зображення цього герба (фактично — постаті Святого Христофора з Немовлятком Ісусом на плечі) на міській печатці датується 1444 р., а його офіційне затвердження відбулося лише 1568 р., згідно з тогочасним привілеєм Великого князя Жигимонта (Сигізмунда) ІІ Августа. 
Історичний герб був відновлений в 1990 році. Сучасний герб затверджений 17 квітня 1991 року Верховною Радою Литви. На прапорі Вільнюса в центрі розміщений герб міста.
|  | У червоному полі Св. Христофор (Кристофор), який переходить по воді і несе на плечі маленького Ісуса. |